# Fernan Rodriguez de Calheiros
Fernan Rodriguez de Calheiros fue un trovador portugués del siglo XIII, autor de lírica gallego-portuguesa.

## Biografía
Caballero hijo de Rodrigo Fernandez y hermano de Paio Rodriguez y Pero Rodriguez de Calheiros. Se le documenta en Burgos en el 1195 acompañando a Gonçalo Eanes hermano del también trovador Osorio Eanes. Se le relaciona con el trovador Vasco Fernandez Praga de Sandin.

## Obra
Se conservan treinta y dos obras: veinte cantigas de amor, ocho cantigas de amigo, tres cantigas de escarnio y maldecir, además de otra de género incierto.